# Augochlora haitiensis
Augochlora haitiensis är en biart som först beskrevs av Joseph Vachal 1911.  Augochlora haitiensis ingår i släktet Augochlora och familjen vägbin. Inga underarter finns listade.